# رع-حوراختي
رع-حوراختي (بالإنجليزية:Re-Hor-achti)  (بالصومالية:  Ra-xuur Waaq )‏   هو أحد آلهة مصر القديمة يجمع فيه قدماء المصريين بين إلإله رع الممثل بقرص الشمس و حورس على الأفقين Rˁ.w-ḥr.w-3ḫ.tj .
|

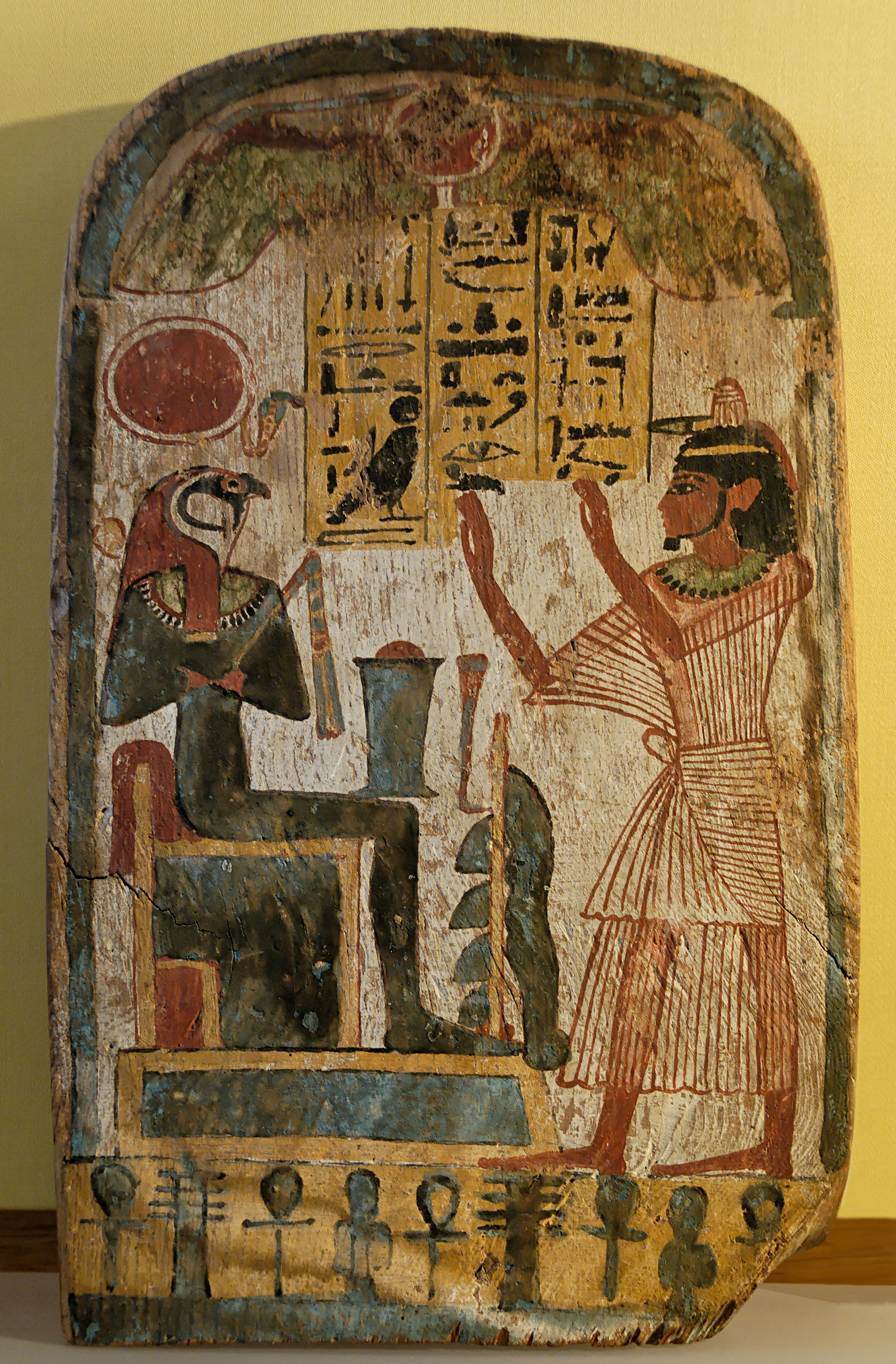
أحد الكهنوت يقدم أواني تحتوي على دهون عطرية إلى الإله "رع-حوراختي". لوح من عام 900 قبل الميلاد ويوجد في متحف اللوفر بفرنسا. (من عهد الأسرة الثانية والعشرين.

يرمز له بصقر على رأسه قرص الشمس كالأتي:
| G9 |

أو 
| ra · Z1 | G7 | Axt · t · y |

وينطق : Ra(u)-heru-achti 
 
وبكتابة الأخصائيين:Rˁ.w-ḥr.w-3ḫ.tj

## تمثيله
يمثل رع-حوراختي غالبا في شكل رجل واقف أو جالس أحمر البشرة ورأسه رأس الصقر (الإله حورس) . ويحمل على رأسه قرص الشمس وثعبان «أوريوس» . كما صُوِّرَ أحيانا على هيئة إنسان ذي رأس كبش وعليه قرص الشمس - كما في معبد سيتي الأول في أبيدوس - وصُوِّرَ أحيانا أخرى برأس أسد أو رأس صقر ذي قرني كبش وعلى الرأس يوجد دائما قرص الشمس الذي هو رمز رع .

## معناه
اعتقد قدماء المصريين أن الشمس هي مصدر الحياة واعتبروها إله واسموه رع ، وانتشرت تلك العقيدة بصفة خاصة في شمال مصر حيث كانت مدينة أون (هليوبوليس) مقر هذه العبادة .
. رفع الكهنة مرتبة هذا الإله ليكون إله الكون . وفي الجنوب في إدفو انتشرت عبادة حورس . وبعد اتحاد الوجهان الشمالي والجنوبي وحد الكهنوت بين إلهي الشمال والجنوب في صورة الإله رع-حوراختي ...
وفي عهد الملك أخناتون كان الكهنة يعبدون رع-حوراختي وسمح إخناتون في أول سنوات توليه الحكم بمزاولة الطقوس الدينية على تلك الطريقة المتوارثة، ثم عندما انصرف لعبادة الإله آتون الممثل بالشمس فوصفه بأنه «رع-حوراختي».
.

## مراكز عبادته
بدأ ظهور الشكل المندمج للإلاهين رع وحورس نحو عام 2445 قبل الميلاد في معبد الشمس الذي بناه نيوسررع في أبو صير (قرية) . كما عُبد في معابد في وادي السبوع، وأمادة، ودر وفي معبد أبو سمبل.

## اقرأ أيضا
- حورس
- أوزوريس
- أيزيس
- هاتور